# Ali Abdullah Saleh
Ali Abdullah Saleh (født 21. marts 1942, død 4. december 2017) var Yemens præsident fra 1990 til 2012.
Han var præsident af Nord-Yemen fra 1978 til 1990. Derefter blev han præsident af det forenede Yemen. Han blev alvorligt såret i forbindelse med protester mod hans styre i 2011, men efter nogle måneders behandling i Saudi Arabien (hvorimens den nært allierede Abd Rabbuh Mansur Hadi var fungerende præsident) vendte han tilbage til Yemen. Siden lovede han gentagne gange at træde tilbage, men det skete først den 27. februar 2012, hvor han afgav magten til den tidligere vicepræsident. Han blev angiveligt dræbt under et angreb på hans hjem under borgerkrigen 4. december 2017.